# Ludwig Geyer (toneelschrijver)

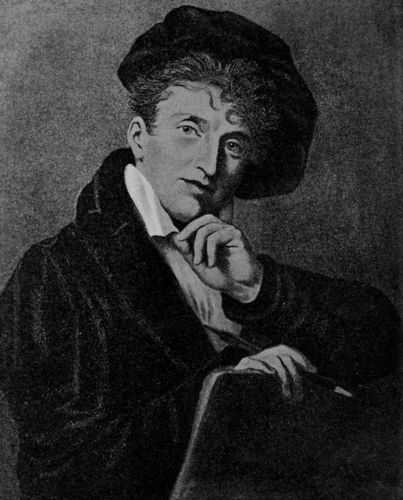
Ludwig Geyer

Ludwig Heinrich Christian Geyer (Eisleben, 21 januari 1779 – Dresden, 30 september 1821) was een Duits acteur, toneelschrijver en portretschilder. Hij was de stiefvader van de componist Richard Wagner.
Ludwig Geyer werd geboren in 1779 in Eisleben als de oudste zoon van een griffier. Kort na zijn geboorte verhuisde het gezin naar Artern omdat zijn vader daar een aanstelling kreeg. Op 14-jarige leeftijd werd hij door zijn vader naar het gymnasium in Eisleben gestuurd om zich voor te bereiden op een rechtenstudie; daarna bezocht hij, de wens van zijn vader volgend, de universiteit van Leipzig voor een juristenopleiding. Nadat zijn vader ernstig verongelukte, zag hij zich genoodzaakt zijn studie te staken om voor het gezin te zorgen. Ludwig, die als kind al talent had gehad als tekenaar, verdiende zijn geld met portretschilderen, ook werd hij bekend als toneelspeler. Rond 1800 leerde hij Friedrich Wagner (1770-1813) en zijn vrouw Johanna Rosine (geboren Pätz) kennen, de latere ouders van Richard Wagner (1813-1883). Zowel Ludwig Geyer als Friedrich Wagner hadden een voorliefde voor het toneel. Toen Friedrich Wagner zes maanden na de geboorte van zijn zoon Richard kwam te overlijden, nam Geyer de zorg voor het verweesde gezin op zich en trouwde Johanna Rosine, 28 augustus 1814. Geyer was toen acteur voor het koninklijk Saksisch hoftheater en hij heeft de jonge Wagner veelvuldig meegenomen naar toneelrepetities en -uitvoeringen. Dit is van beslissende invloed geweest op de verdere levensloop van Richard Wagner.
Ludwig Geyer was een goed portretschilder; hij verwierf onder meer de opdracht de portretten van de koninklijke families in München en Dresden te schilderen. Ook schreef hij toneelstukken, waaronder het succesvolle werk Der bethlehemitische Kindermord. Op zijn sterfbed, een dag voor zijn dood, speelde Wagner hem een tweetal pianostukken voor, waarop Ludwig zich tot zijn vrouw keerde en zich hardop afvroeg of de jongeman wellicht talent had voor muziek. Ludwig Geyer werd 42 jaar oud, zijn stiefzoon was toen 8 jaar.
Critici van Wagner, waaronder Friedrich Nietzsche, hebben beweerd dat Ludwig Geyer de biologische vader van Richard Wagner was. Ook zou hij van Joodse komaf zijn geweest, maar voor geen van beide beweringen is bewijs gevonden.
- Gemeinsame Normdatei: 118717170
- International Standard Name Identifier: 0000 0000 6678 2958
- Nationale Bibliotheek van Tsjechië: xx0262199
- Nederlandse Thesaurus van Auteursnamen: 183968433
- RKD-Nederlands Instituut voor Kunstgeschiedenis: 31286
- Union List of Artist Names: 500033117
- Virtual International Authority File: 64802301
- WorldCat: E39PBJgHcCcm4CpMdpTkrYQyVC